# Carrera armamentista

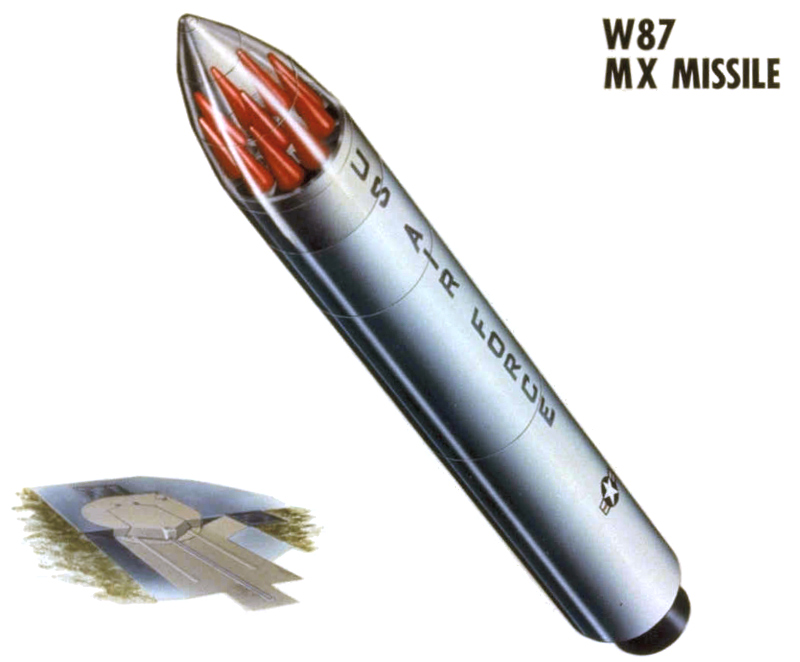
El Misil Peacekeeper transportando ojivas termonucleares W87 (en rojo).

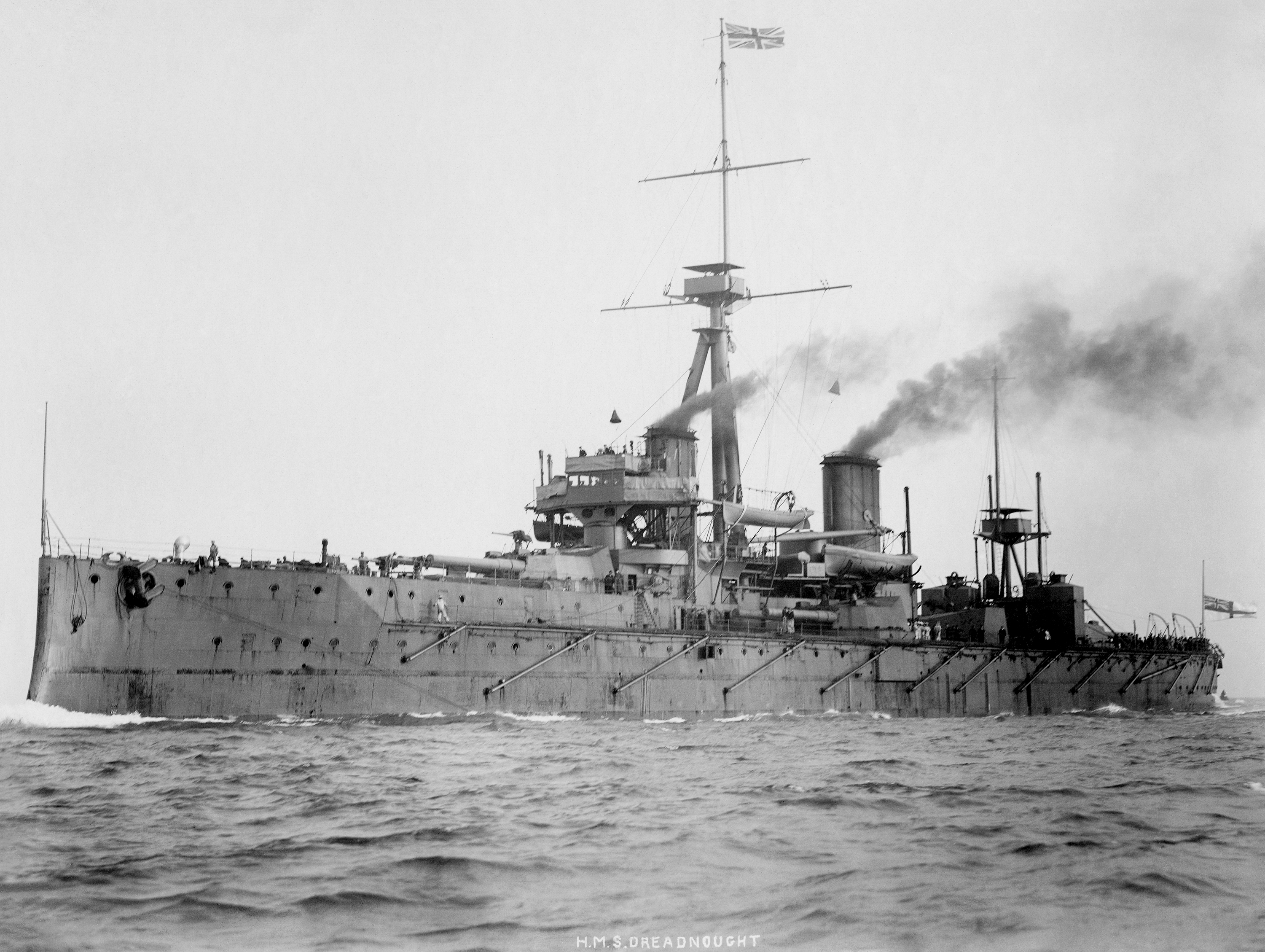
La construcción del acorazado británico HMS Dreadnought en 1906 reavivó la carrera armamentista entre las potencias que acabaría provocando la Primera Guerra Mundial.

Una guerra armamentista o carrera armamentista tiene lugar cuando muchos países rivalizan entre ellos para desarrollar las fuerzas armadas más poderosas y las armas más eficaces. El concepto se ha generalizado para aludir en teoría de juegos, evolución y otras disciplinas a un tipo de interacción estratégica que no tiene otra meta que la de rebasar al adversario.
Por extensión, el término designa toda circunstancia donde dos grupos opuestos toman sucesivamente medidas y contra-medidas, uno respondiendo al otro. Un ejemplo de este sentido del término es la respuesta de un insecto a las defensas químicas de una planta. El insecto desarrolla la capacidad de eliminar las toxinas y, a su vez, la planta produce nuevas. Este fenómeno adaptativo es conocido como hipótesis de la Reina Roja y fue formulado en 1973 por Leigh Van Valen.

## Ejemplos

### Carrera armamentista naval anterior a la Primera Guerra Mundial
.

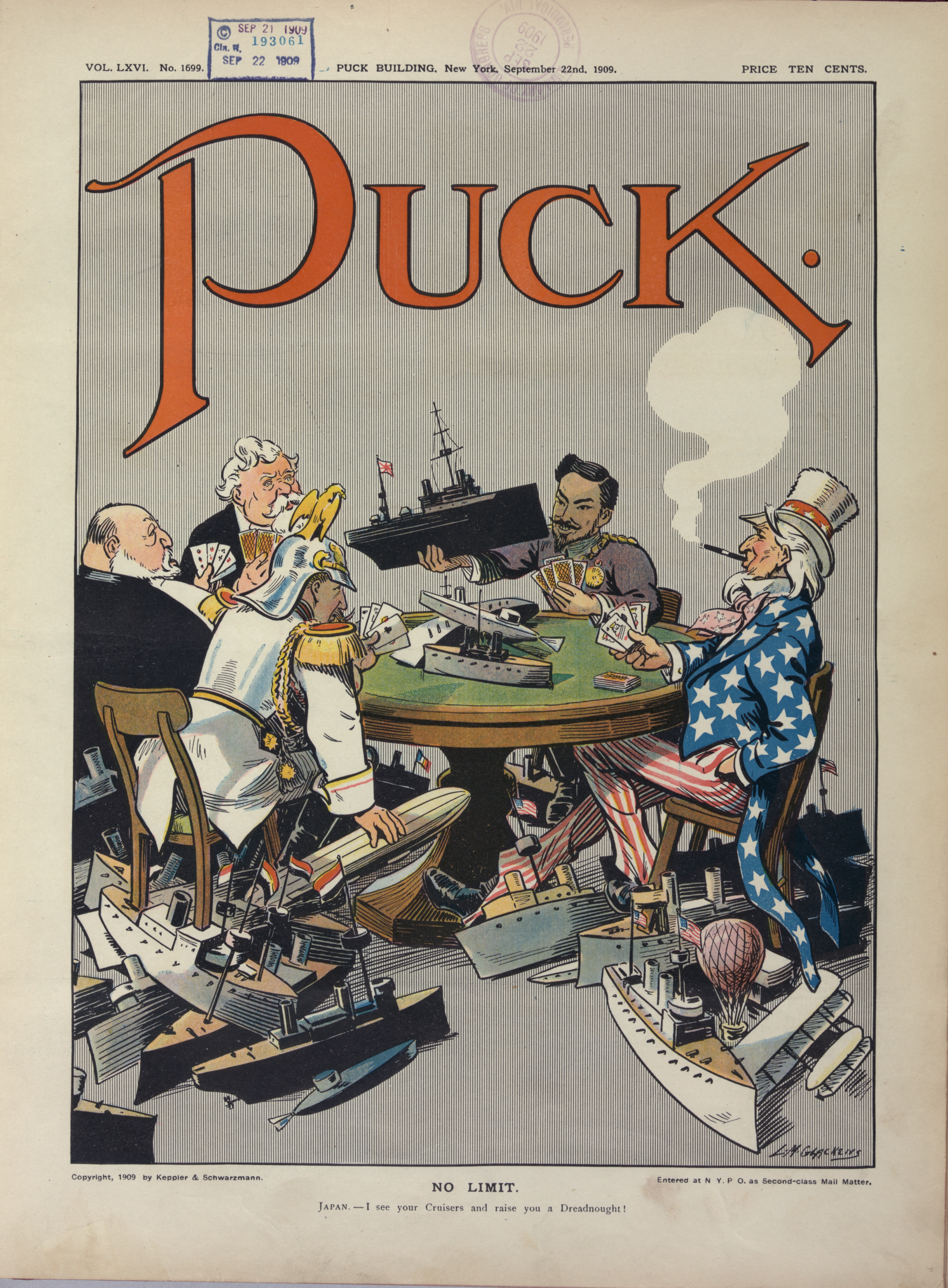
La caricatura de 1909 en Puck muestra (en el sentido de las agujas del reloj) a EE. UU., Alemania, Gran Bretaña, Francia y Japón en una carrera naval en un juego "sin límites"

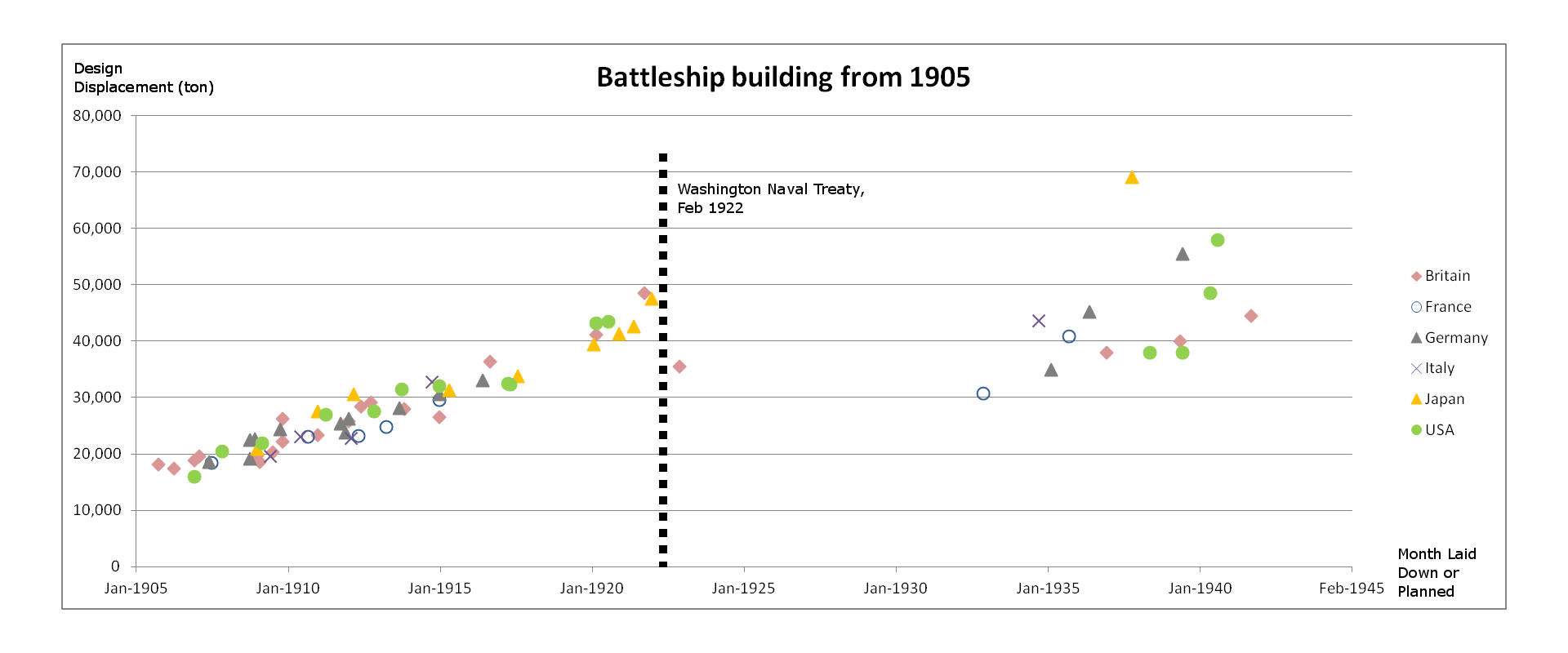
El tamaño y la potencia de los acorazados crecieron rápidamente antes, durante y después de la Primera Guerra Mundial: resultado de la competencia en la construcción de barcos entre varias potencias navales, a la que puso fin el Tratado Naval de Washington

Entre 1897 y 1914, tuvo lugar una carrera armamentísta naval entre el Reino Unido y Alemania. La preocupación británica por el rápido aumento del poder naval alemán dio lugar a una costosa competición de construcción de buques de la clase Dreadnought. Esta tensa carrera armamentística duró hasta 1914, cuando estalló la guerra. Después de la guerra, se desarrolló una nueva carrera armamentística entre los aliados vencedores, a la que se puso fin temporalmente con el Tratado Naval de Washington.
Además de los británicos y los alemanes, también se produjeron carreras armamentísticas navales contemporáneas pero de menor envergadura entre Rusia y el Imperio Otomano; los otomanos y Grecia; Francia e Italia; los Estados Unidos y el Japón en la década de 1930; y Brasil, Argentina y Chile.

### Operaciones militares en España y apoyo italo-alemán: guerra civil española

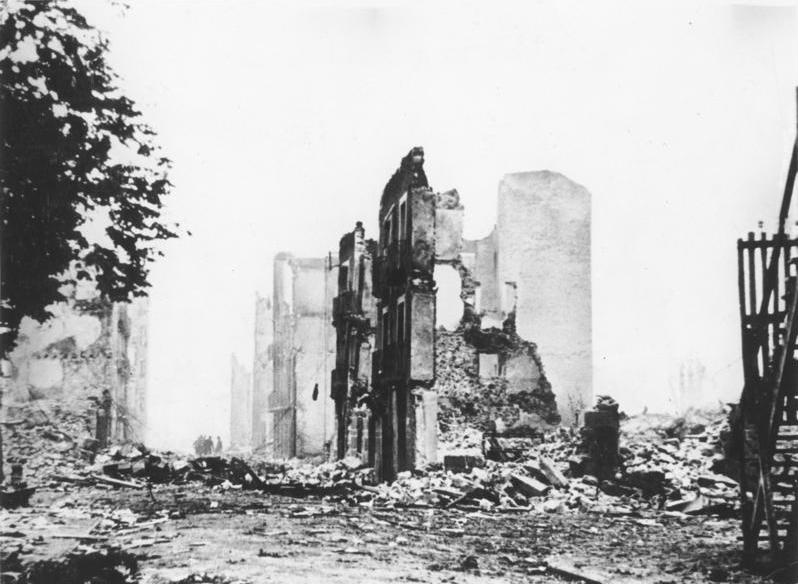
Ruinas de Guernica tras el bombardeo alemán del 26 de abril de 1937.

Después del gobierno ultraconservador de Miguel Primo de Rivera de 1923 a 1930, la expresión de las clases altas y del mundo militar, en España se alternaban en el gobierno de 1931 a 1936 coaliciones reformistas y conservadoras hasta la aplastante victoria de febrero de 1936 por el Frente Popular Español, apoyado por una coalición heterogénea de partidos de izquierda y los anarquistas del sindicato CNT. En la mañana del 17 de julio de 1936, con un pronunciamiento, tropas estacionadas en el Marruecos español, después de vacilaciones iniciales, se produjo un levantamiento cuyo  liderazgo fue asumido por Francisco Franco, un joven general destacado por su astucia y ferocidad en la represión del levantamiento marroquí.
Sin embargo, tras el motín de la flota española, cuyos marineros permanecían leales al legítimo gobierno español, Franco (cuyo liderazgo del golpe aún no era claro) se arriesgaba a ver una parte fundamental del ejército atrapada (los Tercios coloniales) en África, y fue sólo gracias al envío de un gran número de aviones de transporte por la Italia fascista que el ejército rebelde español en África pudo superar el Estrecho. La  aviación italiana tradujo la experiencia en el campo español que le daría una ventaja inicial sobre sus oponentes más tarde durante la Segunda Guerra Mundial.
Dado el complejo escenario geopolítico de la época, Francia gobernada por el Frente Popular francés de Léon Blum, mientras enviaba una modesta cantidad de armamento, la mayoría bloqueados por razones de conveniencia política, propuso a Italia y a Gran Bretaña el 1 de agosto de 1938 una política de no intervención. Esta elección fue dictada por la compleja situación geopolítica que vio una posible intervención soviética  peligrosa de Alemania, al igual que a Gran Bretaña no le gustaban iniciativas desestabilizadoras en el Mediterráneo tras acciones italianas o un nuevo y más fuerte acuerdo franco-español, tal vez con la colaboración de Moscú. Siempre hay que recordar que la posición de Gran Bretaña era una clara neutralidad y aislacionismo, pero esto no significaba desinterés de las alianzas potencialmente dañinas para sus propios intereses.
Posteriormente, la Unión Soviética, aunque no participaba directamente en el conflicto, jugó un papel particularmente importante con el envío y la venta de ayuda militar a través de canales franceses, así como el papel de importancia primordial en la preparación de aquellos que luego pasarían a la historia como brigadas internacionales cuya razón de ser era la lucha contra el enemigo fascista, que incluía un gran número de exiliados políticos italianos y alemanes. Por su parte, Adolf Hitler no consideró el conflicto español realmente estratégico, pero tenía un interés particular en la perspectiva de la experimentación y validación de las tecnologías que la industria bélica estaba desarrollando para la Wehrmacht, la Kriegsmarine y la naciente Luftwaffe. Se utilizaron unos 10.000 alemanes en total.
Era Italia, que aún no había puesto fin al conflicto en Abisinia, la que envió el mayor número de hombres y vehículos, contando unos 50.000 "voluntarios" con 2.000 cañones, 800 aviones y un centenar de barcos. Este fervor italiano tenía una relación muy precisa, aunque no había un objetivo para las posteriores anexiones de territorios españoles, como se indicaba para Baleares y tampoco siendo lo suficientemente persuasiva la hipótesis de un apoyo tan masivo a la pura afinidad ideológica, ya que Franco no era fascista, sino fascista, o más bien de inspiración fascista, era la Falange española, la explicación más rigurosa es sin duda la más rigurosa del deseo de oponerse al neoestilo, complejo tablero de ajedrez mediterráneo, con el riesgo de limitar severamente la expansión colonial italiana.

El triunfo de la hispanidad franquista nos sirve para no terminar asediados mañana en nuestro mar.

(Benito Mussolini en una discusión con su amigo Yvon de Begnac)

Los principales países implicados en las operaciones en España, para eludir las limitaciones del compromiso diplomático de la "no intervención" propuesta por Francia, con el posterior establecimiento el 8 de septiembre del mismo año de un Comité de Control Internacional en Londres, responsable del cumplimiento real de estos acuerdos, emplearon a un gran número de "voluntarios", obviamente libres de las obligaciones de no intervención. Al final del conflicto, la política de no intervención, que teóricamente debería haber favorecido al gobierno legítimo, terminó, también mediante el uso de "voluntarios" la victoria de los alborotadores sobre las fuerzas gubernamentales.
La guerra civil española es importante como precursor de la Segunda Guerra Mundial y una prueba de fuego de futuros escenarios y bandos europeos: frente fascista y frente antifascista.

## Guerra Fría
La Guerra Fría fue un enfrentamiento bélico, político, económico, social, informativo e incluso deportivo que tuvo lugar durante el siglo XX, desde 1945 (fin de la Segunda Guerra Mundial) hasta el fin de la URSS (que ocurrió entre 1989 con la caída del muro de Berlín y 1991 con la disolución de la URSS), entre los bloques occidental-capitalista liderado por Estados Unidos, y oriental-comunista liderado por la Unión Soviética. Basado principalmente en el desarrollo de nuevas tecnologías con fines bélicos debido al miedo causado durante la Segunda Guerra Mundial.

## Carrera armamentista en la actualidad
Hoy en día, solo una carrera armamentística defensiva de alta tecnología entre EE. UU. y lo que llaman "rogue states" sigue teniendo lugar, sin que se siga utilizando el término carrera armamentística. Se postula que incluso un país subdesarrollado con pocas armas intercontinentales de destrucción masiva puede amenazar eficazmente a un país altamente desarrollado. Por un lado, ahora se intenta prevenir esta amenaza desde el principio imponiendo a estos estados controles sobre la producción de ABC. Por otra parte, Estados Unidos intenta desarrollar sistemas de defensa capaces de destruir las armas intercontinentales en el momento de su aproximación.

### Carrera armamentista nuclear entre las dos potencias

Arsenales de armas nucleares de Estados Unidos y Unión Soviética/Rusia.

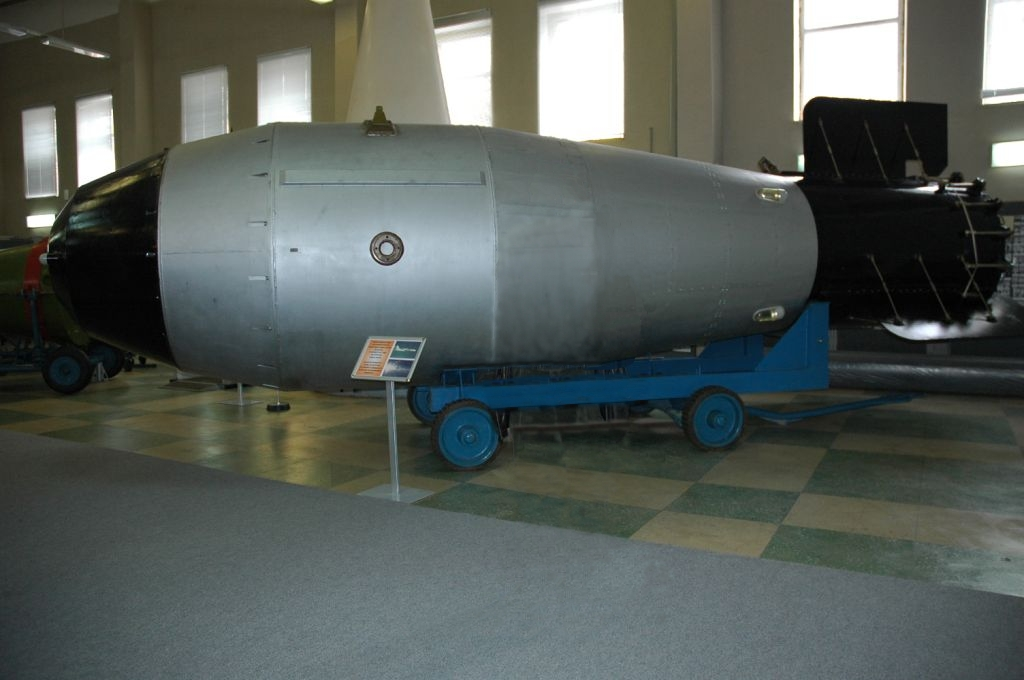
Copia de la Bomba del Zar soviética de 50 megatones (57 según estimaciones estadounidenses), el artefacto nuclear más potente desarrollado por el hombre.

Este conflicto del avance de las capacidades nucleares ofensivas se produjo durante la Guerra Fría, un intenso período entre la Unión Soviética y los Estados Unidos y algunos otros países. Esta fue una de las principales causas que dieron inicio a la guerra fría, y las ventajas percibidas del adversario por ambos bandos (como la "brecha de misiles" y la "brecha de bombarderos") condujeron a un gran gasto en armamento y al almacenamiento de vastos arsenales nucleares. En todo el mundo se libraron guerras por delegación (por ejemplo, en el Oriente Próximo, Corea, Vietnam) en las que se enfrentaron las armas convencionales de las superpotencias.  Tras la disolución de la Unión Soviética y el fin de la Guerra Fría, las tensiones disminuyeron y el arsenal nuclear de ambos países se redujo.
Charles Glaser sostiene que numerosos casos de carreras armamentísticas no fueron óptimos, ya que supusieron un despilfarro de recursos, perjudicaron las relaciones políticas, aumentaron la probabilidad de guerra y dificultaron el cumplimiento de los objetivos de los Estados. Sin embargo, las carreras armamentísticas pueden ser óptimas para los Estados que buscan la seguridad en situaciones en las que el equilibrio entre ataque y defensa favorece el ataque, cuando un Estado en declive se enfrenta a un adversario en ascenso y cuando los avances tecnológicos hacen que las armas existentes queden obsoletas para la potencia que tenía ventaja en el armamento existente.

### Grecia y Turquía
Grecia y Turquía llevan décadas enzarzadas en una costosa carrera armamentística, en la que Grecia, en particular, cada vez está más endeudada. Los dos Estados estuvieron por última vez al borde de la guerra en 1995 al borde de la guerra, lo que reavivó los esfuerzos armamentísticos de los griegos, militarmente muy inferiores. En 1999 se inició un diálogo, al que Grecia asoció la esperanza de poder poner fin a esta carrera armamentística. Por la misma razón, Grecia también apoya La candidatura de Turquía a la UE. Una Turquía integrada en Europa sería (según los cálculos) un vecino pacífico. Cuando estas esperanzas se vieron frustradas, Grecia inició negociaciones con proveedores de armamento para adquirir, entre otras cosas, seis fragatas, 17 helicópteros (coste estimado con armamento: unos 3.700 millones de euros) y cinco aviones de reconocimiento para la Marina. (250 millones de euros). Además, Atenas negoció la entrega de 415 vehículos de combate de infantería con Rusia.
Grecia gastaba anualmente entre el 3 y el 6,4% de su producto nacional bruto en armamento, Turquía más del 5%, en comparación Alemania 1,5%, Suiza 1%, Austria 0,9%. Asimismo, a finales de 2011, la Crisis financiera griega no provocó una reducción de las Ejército. (hasta ahora unos 130.000 hombres) ni a medidas de desarme en equipamiento militar y la "lista de deseos" siguió en pie.

### Pacífico
China está enfrentada con varios vecinos por reivindicaciones territoriales y yacimientos de materias primas en zonas marítimas.
China ha aumentado masivamente su gasto en armamento, especialmente en 2009 y 2010. La crisis financiera y económica de 2008 y 2009 sacudió la pretensión de poder de Estados Unidos; China, en cambio, ha salido fortalecida de la crisis.
El entonces Secretario de Defensa estadounidense Robert Gates desestimó los temores sobre un enfrentamiento directo de fuerzas con los chinos. "Lo que parece claro es que la expansión y modernización de la armada y la fuerza aérea tienen un objetivo estratégico primordial, a saber, la denegación de acceso: China quiere ser capaz de negar a EE. UU. el acceso a las zonas marítimas frente a sus costas. China tiene un bombardero furtivo con capacidad de vuelo J-20, el misil balístico antibuque Dongfeng 21D y el portaaviones Liaoning, puesto en servicio el 25 de septiembre de 2012.
Durante el Conflicto de Taiwán de 1995/1996, Estados Unidos envió dos formaciones portaaviones-Unión (Militar) al Estrecho de Taiwán para disuadir a China de atacar Taiwán; muchos observadores suponen que China conquistará Taiwán algún día. Extraoficialmente, China afirma tener intereses nacionales fundamentales en el Mar de China Meridional. Después del "siglo de humillaciones" de China, que se remontan a las Guerras del Opio a mediados del siglo XIX y a la apertura forzosa del país por parte del imperialismo europeo, y que aún hoy están presentes en la memoria colectiva de China, pueden hacer hervir los ánimos populares a la menor provocación.
En una reunión de ministros de Asuntos Exteriores del Foro Regional de Asean (ARF) en Hanói en julio de 2010, Hillary Clinton ofreció la mediación estadounidense en la disputa territorial. Esto provocó un estallido de ira del ministro de Asuntos Exteriores chino. Advirtió a los Estados del Sudeste Asiático contra la cooperación con potencias extranjeras en la resolución de las disputas territoriales. Los países del sudeste asiático buscan la proximidad con Estados Unidos. Países como Tailandia, Singapur, Indonesia o Filipinas vuelven a intensificar hoy sus tradicionalmente estrechas relaciones con Washington. Sorprendentemente, Vietnam también se inclina ahora hacia Estados Unidos y realiza maniobras conjuntas con el antiguo enemigo. Incluso se permite de nuevo a los buques de guerra estadounidenses hacer escala en la base naval de Cam Ranh Bay.
El Conflicto entre Corea del Norte y Corea del Sur (véase también Crisis Corea del Norte 2013) está alimentando la carrera armamentística en el Pacífico.
En 2013, el SIPRI publicó datos estadísticos para el período comprendido entre 2008 y 2012. El 74 % de las entregas de armas de China se destinaron a países de Asia y Oceanía. El 55 % de las exportaciones de armas de China se destinaron a Pakistán. China apoya a Pakistán en la carrera armamentística con su vecino India. Ha habido tensiones entre ambos países (véase conflicto de Cachemira) desde que se separaron de la India británica en agosto de 1947 (Partición de la India). Además de intereses económicos, los chinos también persiguen intereses estratégicos tangibles en Pakistán.